# Nemestrinus mollis
Nemestrinus mollis är en tvåvingeart som först beskrevs av Friedrich Hermann Loew 1871.  Nemestrinus mollis ingår i släktet Nemestrinus och familjen Nemestrinidae. Inga underarter finns listade i Catalogue of Life.